# 宮崎志摩子
宮崎 志摩子（みやざき しまこ、1968年10月22日 - ）は、日本の囲碁棋士。福島県双葉郡出身、日本棋院所属、大枝雄介八段門下、五段。第1期女流名人、女流鶴聖など。夫は将棋棋士の中川大輔八段。弟は囲碁棋士の宮崎龍太郎七段。

## 経歴
8歳の時に父から碁を学び、1980年に日本棋院院生。1987年に、女流棋士としては初めて女流枠でない一般の入段予選を突破して初段となる。同年、15勝9敗1ジゴの成績で棋道賞女流賞。1988年19歳二段の時に女流鶴聖戦で優勝し、女流初の十代でのタイトル獲得、また33勝10敗で棋道賞敢闘賞・女流賞受賞。1989年に棋聖戦二段戦優勝。同年、第1期女流名人戦で、スイス式リーグを4勝0敗で、初代女流名人、また女流鶴聖と合わせて女流二冠となる。1991年から92年にかけて約一年間、中国に囲碁留学。
1994年の女流名人戦では、挑戦者決定戦で加藤朋子に敗れる。1996年、将棋棋士の中川大輔と結婚。2004年四段。
2011年3月31日引退、五段。

### タイトル歴
- 女流鶴聖戦 1988年
- 女流名人戦 1989年

### その他の棋歴
- 棋聖戦 二段戦優勝 1989年
- 女流鶴聖戦  準優勝 1991年
- 日中囲碁交流
  - 1989年 2-5（×張璇、×周鶴洋、×李亮、○中辰光、○伝利、×張欣、×華学明）